# Ede (Països Baixos)
Ede és un municipi de la província de Gelderland, al centre-oest dels Països Baixos. L'1 de gener del 2009 tenia 107.606 habitants repartits sobre una superfície de 318,68 km² (dels quals 0,48 km² corresponen a aigua). Limita al nord amb Renswoude (U), Barneveld i Apeldoorn, a l'oest amb Veenendaal (U), i al sud amb Rhenen (U), Wageningen, Renkum i Arnhem.

## Centres de població
| Nom        | Nucli   | Total  |
| ---------- | ------- | ------ |
| Ede        | 65.260  | 67.670 |
| Bennekom   | 13.500  | 14.810 |
| Lunteren   | 7.160   | 12.510 |
| Harskamp   | * 2.150 | 3.450  |
| Ederveen   | 1.870   | 3.100  |
| Otterlo    | 1.470   | 2.230  |
| Wekerom    | 1.170   | 2.540  |
| De Klomp   | 270     | 580    |
| Hoenderloo | -       | 90     |
| Deelen     | -       | 50     |
| Font: CBS  |         |        |

## Ajuntament
| Eleccions locals de 2006 | Eleccions locals de 2006 | Eleccions locals de 2006 |
| Partit                   | %                        | Regidors                 |
| ------------------------ | ------------------------ | ------------------------ |
| CDA                      | 20,74                    | 8                        |
| PvdA                     | 14,78                    | 6                        |
| ChristenUnie             | 14,70                    | 6                        |
| SGP                      | 13,67                    | 6                        |
| VVD                      | 12,35                    | 5                        |
| GemeenteBelangen Ede     | 10,01                    | 3(4)                     |
| GroenLinks/PE            | 6,99                     | 3                        |
| D66                      | 2,37                     | 1                        |
| Fractie F. van Os        | -                        | 1                        |
| Total                    | 64,25                    | 39                       |

## Personatges il·lustres
- Marianne Thieme, diputada pel Partit pels Animals

## Agermanaments
- Chrudim